# أديليدا غارسيا موراليس
أديليدا غارسيا موراليس (بالإسبانية: Adelaida García Morales)‏ هي كاتِبة إسبانية، ولدت في 1945 في بطليوس في إسبانيا، وتوفيت في 22 سبتمبر 2014 في دوس إيرماناس في إسبانيا.

## وصلات خارجية
- أديليدا غارسيا موراليس على موقع IMDb (الإنجليزية)
- أديليدا غارسيا موراليس على موقع مونزينجر (الألمانية)